# Małgorzata Mizerska-Wrotkowska
Małgorzata Ewa Mizerska-Wrotkowska – polska politolożka, wykładowczyni Uniwersytetu Warszawskiego.

## Życiorys
Małgorzata Mizerska-Wrotkowska w 2000 zdała maturę polską i hiszpańską w XXXIV Liceum Ogólnokształcące im. Miguela de Cervantesa w Warszawie. W 2004 ukończyła studia w Instytucie Stosunków Międzynarodowych UW na podstawie pracy magisterskiej The Reorientation of Swedish Foreign Policy in the Last Decade of 20th Century in the Historical Perspective. Studiowała także na Uniwersytet w Granadzie (2000/2001), Uniwersytecie w Lund (2003/2004) oraz w Centro de Investigación y Docencia Económicas w Meksyku (2004/2005). W 2007 tamże obroniła doktorat z nauk o polityce Wpływ członkostwa Polski i Szwecji w Unii Europejskiej na charakter i rozwój ich wzajemnych stosunków. Obie prace napisała pod kierunkiem Stanisława Parzymiesa. W 2020 habilitowała się na UW w dziedzinie nauk społecznych, przedstawiwszy dysertację Polityka zagraniczna Hiszpanii w latach 1788–1986: od marginalizacji do integracji.
Od 2004 związana zawodowo z UW, najpierw jako doktorantka, a od 2008 jako adiunktka w Katedrze Europeistyki. Po reorganizacji od 2019 pracowniczka naukowo-dydaktyczna Wydziału Nauk Politycznych i Studiów Międzynarodowych UW. Laureatka Stypendium MNiSW dla wybitnych młodych naukowców (2015–2018).
Jej zainteresowania naukowe obejmują m.in. politykę zagraniczną Hiszpanii oraz Szwecji, relacje polsko-hiszpańskie, prawo międzynarodowe publiczne, prawo dyplomatyczne i konsularne.